# Erigorgus punctatus
Erigorgus punctatus är en stekelart som beskrevs av Dasch 1984. Erigorgus punctatus ingår i släktet Erigorgus och familjen brokparasitsteklar. Inga underarter finns listade i Catalogue of Life.